# Fender Geddy Lee Jazz Bass
Fender Geddy Lee Jazz Bass je umjetnički potpisan model proizveden 1998. godine u pogonu Fender Japan u Japanu, u čast kanadskog glazbenika Geddy Leea, (rock sastav Rush). Ovaj Leejov model nasljednik je prvotnog klasičnog Jazz Bass modela, kojeg je 1972. godine pronašao i kupio u zalagaonici u gradu Kalamazoo, u SADu. Uz model Rickenbacker 4001, to je model bas-gitara koje je većinom koristio tijekom tri desetljeća svoje glazbene karijere.

## Vanjske poveznice
- "Geddy Lee na lizzydaymont.com"  Arhivirana inačica izvorne stranice od 8. rujna 2007. (Wayback Machine)